# Gorham (Maine)
Gorham es un pueblo ubicado en el condado de Cumberland en el estado estadounidense de Maine. En el Censo de 2010 tenía una población de 16.381 habitantes y una densidad poblacional de 123,33 personas por km².

## Geografía
Gorham se encuentra ubicado en las coordenadas 43°42′13″N 70°27′50″O / 43.70361, -70.46389. Según la Oficina del Censo de los Estados Unidos, Gorham tiene una superficie total de 132.82 km², de la cual 131.09 km² corresponden a tierra firme y (1.3%) 1.72 km² es agua.

## Demografía
Según el censo de 2010, había 16.381 personas residiendo en Gorham. La densidad de población era de 123,33 hab./km². De los 16.381 habitantes, Gorham estaba compuesto por el 96.49% blancos, el 0.67% eran afroamericanos, el 0.34% eran amerindios, el 0.95% eran asiáticos, el 0.01% eran isleños del Pacífico, el 0.18% eran de otras razas y el 1.36% pertenecían a dos o más razas. Del total de la población el 0.93% eran hispanos o latinos de cualquier raza.